# Ánimas Trujano
Pour plus de détails, voir Fiche technique et Distribution.
Ánimas Trujano  est un film mexicain de Ismael Rodríguez réalisé en 1962.

## Synopsis
Animas Trujano est un alcoolique irresponsable d'un village de Oaxaca. Son plus grand souhait est d'être un jour choisi intendant de son village, chargé d'organiser la fête annuelle de la Vierge...

## Fiche technique
- Titre : Ánimas Trujano
- Réalisation : Ismael Rodríguez
- Scénario : Ismael Rodríguez, Ricardo Garibay et Vicente Oroná Jr. d'après le roman La Mayordomía de Rogelio Barriga Rivas
- Production : Ismael Rodríguez et Pascual Aragonés
- Photo : Gabriel Figueroa
- Genre : drame
- Noir et blanc, son mono
- Pays :  Mexique
- Durée : 101 min
- Date de sortie : 1962

## Distribution
- Toshirō Mifune : Ánimas Trujano
- Columba Domínguez : Juana
- Flor Silvestre : Catalina
- Pepe Romay : Pedrito
- Titina Romay : Dorotea